# 魏瑞鉉
魏 瑞鉉（ウィ・ソヒョン、朝鮮語: 위서현、1979年1月3日 - ）は、大韓民国の韓国放送公社 (KBS) 所属のアナウンサー。本貫は長興魏氏。

## 学歴
- 1998年、淑明女子高等学校（朝鮮語版） 卒業
- 2002年、梨花女子大学校 初等教育科と学士
- 延世大学校大学院 心理カウンセリング修士[1]

## 経歴
- 2003年 29期 KBS 公開採用のアナウンサー (KBS大田放送総局, KBS清州放送総局 地域の勤務)